# Möriken-Wildegg
Möriken-Wildegg es una comuna suiza del cantón de Argovia, ubicada en el distrito de Lenzburg. Limita al norte con las comunas de Holderbank, Lupfig y Birr, al este con Brunegg y Othmarsingen, al sur con Lenzburg y Niederlenz, y al oeste con Rupperswil, Auenstein y Veltheim.

## Transporte
Ferrocarril
Cuenta con una estación ferroviaria en la que efectúan parada trenes de cercanías pertenecientes a la red S-Bahn Argovia.